# Émile Duboisson
Émile Duboisson est un gymnaste belge.

## Biographie
Émile Duboisson fait partie de l'équipe de Belgique qui remporte la médaille de bronze en système suédois par équipes aux Jeux olympiques d'été de 1920 se tenant à Anvers.